# هارونا ساكاكيبارا
هارونا ساكاكيبارا (باليابانية: 榊原春奈؛ بالكانا: さかきばら はるな) هي مجدفة يابانية، ولدت في 11 مارس 1994 في ناغويا في اليابان.

## وصلات خارجية
- هارونا ساكاكيبارا على موقع الاتحاد الدولي للتجديف (الإنجليزية)
- هارونا ساكاكيبارا على موقع اللجنة الأولمبية الدولية (الإنجليزية)
- هارونا ساكاكيبارا على موقع أوليمبيديا (الإنجليزية)